# بركت ميريدا
بركت ميريدا (الاسم العلمي: Mazama bricenii) (بالإنجليزية: Merida brocket)‏ هو نوع من الحيوانات يتبع جنس البركت من فصيلة الأيليات. تتواجد في الغابات وبارامو على ارتفاعات تصل إلى 1,000-3,500 متر(3,300-11,500 قدم) وتقع في شمال كولومبيا في الأنديز و غرب فنزويلا. كان يتم تصنيفها سابقاً كنويع من النوع المشابه لها المعروف بالبركت الأحمر الضئيل، ولكن تم اعتبارها نوع منفصل منذ عام 1987م. ولكن بالرغم من ذلك البعض في عام 1999م أبقاها كنويع كما هي.